# Mittleres Starzeltal
Das Gebiet Mittleres Starzeltal ist ein vom Landratsamt Hechingen am 10. Oktober 1963 durch Verordnung ausgewiesenes Landschaftsschutzgebiet auf dem Gebiet der Stadt Hechingen und der Gemeinden Bisingen und Rangendingen im Zollernalbkreis.

## Lage
Das Landschaftsschutzgebiet Mittleres Starzeltal erstreckt sich östlich von Hechingen bis zur nördlichen Kreisgrenze bei Rangendingen. Es umfasst den Starzelabschnitt zwischen Hechingen-Stein und Rangendingen und einige Starzelzuflüsse mit den umliegenden Waldgebieten, darunter Sulzbach, Ramsbach, Möchsgraben und Zimmerbach, welcher gleichzeitig die südöstliche Außengrenze des Gebiets bildet.

## Landschaftscharakter
Das Gebiet ist zu großen Teilen bewaldet. Die Waldrandlagen um Rangendingen sind durch Streuobstwiesen geprägt, um Hechingen befinden sich größere Grünland- und Ackerschläge. Auch einige frühere Schafweiden befinden sich im Landschaftsschutzgebiet, so zum Beispiel der Martinsberg bei Hechingen. 

## Geschichte
Das Landschaftsschutzgebiet wurde seit seiner Ausweisung mehrfach verkleinert. Grund dafür war die Ausweisung mehrerer Naturschutzgebiete, was zu einer Verkleinerung von insgesamt 85 ha geführt hat. Zudem wurden im Jahr 2004 mehrere geplante Baugebiete aus dem Landschaftsschutzgebiet herausgenommen

## Zusammenhängende Schutzgebiete
An das Landschaftsschutzgebiet grenzen die Naturschutzgebiete Hohegert, Winterhalde, Lauchhalde und Espenloch-Hintere Halde an. Kleinere Gebietsteile gehören zu den FFH-Gebieten Rammert, Neckar und Seitentäler bei Rottenburg und Gebiete zwischen Bisingen, Haigerloch und Rosenfeld.
Das Landschaftsschutzgebiet Mittleres Starzeltal grenzt im Norden unmittelbar an das Landschaftsschutzgebiete Rauher Rammert.